# Бабаев, Игорь Эрзолович
Игорь Эрзолович (Алексеевич) Бабаев (род. 31 августа 1949) — российский предприниматель и бенефициар агропромышленного комплекса Черкизово. Кандидат технических наук. Заслуженный работник пищевой индустрии России и действительный член Российской инженерной академии. Автор многотомного романа «Наследие».

## Биография

### Происхождение
Родился в семье горских евреев. Его прадед занимался животноводством и торговал мясом. Отец Эрзол, по выражению сына, «человек своего времени», развил активную деятельность в советские годы (период 1950—1960-х) и имел обширные связи с номенклатурой, будучи предпринимателем в обстановке, когда быть им было весьма сложно. В то же время он был против ассимиляции среди русских, всегда старался поддерживать контакты с другими евреями. Бабаев много интересовался историей своих предков и собирал информацию об их жизни, в том числе, для написания романа.

### Жизненный путь
В 1971 году Игорь Бабаев окончил Краснодарский политехнический институт, в 1976 — аспирантуру Московского технологического института мясной и молочной промышленности. Работал инженером, технологом. С 1976 возглавлял Анапский мясокомбинат.
В 1978—1985 был директором Армавирского консервного завода. Его уволили за дачу взятки секретарю крайкома партии. Чтобы не лишиться членства в ней самому, что сулило карьерный крах в будущем, Бабаеву пришлось уйти на больничный и вести закулисные переговоры. В итоге он все же сохранил свой партбилет.
С 1988 в Москве. Назначен главным инженером, со следующего года был избран директором Черкизовского мясоперерабатывающего завода.
После приватизации предприятия ввел много новаций — ночную отгрузку продукции, использование одноразовой невозвратной тары, торговлю сосисками в вакуумной упаковке, использование для торговли собственных фирменных фургонов у метро, в отличие от сторонних магазинов сдававших выручку наличными день в день. Бабаев повысил зарплату работникам, но ввел строгий контроль, наказания за пьянство и разгильдяйство. Посещал цеха ночью, чтобы проверить, как идет работа.
В результате с 1992 по 1995 год выручка Черкизовского мясокомбината выросла в три раза. Юрий Лужков предложил бизнесмену взять в управление второй мясоперерабатывающий завод — Бирюлевский. Тот согласился при условии наличия у него приоритетного права выкупа акций предприятия.
С 1993 года — президент и член совета директоров «ЧМПЗ». С 1998 президент АПК «Черкизовский». В 2005 стал председателем совета директоров группы «Черкизово». Также он владеет Национальной агропромышленной компанией (НАПКО), которая ориентирована на агропромышленный комплекс (в первую очередь, зерновые). Были у Бабаева и девелоперские проекты.
В середине 2000-х много занимался мясом птицы, а также свинокомплексами. Он модернизировал старые и строил новые, используя западные технологии и стараясь решить проблемы с неэффективной работой свинокомплексов и болезнями животных, распространявшимися из-за недостатков старых проектов.
Управление бизнесом Бабаев в основном передал своим сыновьям, поделив между ними, племянницей и женой акции. Было проведено IPO, ценные бумаги разместили на бирже. Сам Игорь Эрзолович продолжил заниматься стратегическими вопросами и активно летать в командировки. Он придает большое значение отношениям с федеральными властями и губернаторами. Выступает за преемственность в агропромышленном секторе.
Владеет подмосковным поместьем, которое активно строит и перестраивает.

### Автор книг
- Девятитомный роман «Наследие» (вышло два тома на английском языке), посвященного истории его семьи и традициям горских евреев. Работает над следующими томами книги — девятым и десятым. По мотивам романа планируется снять одноимённый художественный фильм. Главной героиней романа является Турунж - мать Игоря. Рассказывается в нём и об отце автора Эрзоле. Много внимания уделено тому, чтобы показать, как деятельность советских государственных и партийных органов влияла на производство в 1970-е и 1980-е годы. Бабаев считает публикацию части романа на английском языке важным средством донести традиционные ценности и информацию о наследии горских евреев до молодого поколения, которое уже не говорит или, во всяком случае, не читает на русском.
- Я призываю к аграрной революции. — М.: Хроникер, 2009.

## Семья
- Женат на Лидии Ильиничне Михайловой. Есть двое сыновей, получивших образование в Швейцарии и США, но затем вернувшихся в Россию — Сергей и Евгений — и воспитанная им племянница. Все они работают в группе «Черкизово». Некоторое время в бизнесе также участвовал двоюродный брат Игоря Бабаева Наум.
- Брат Вячеслав, кандидат технических наук.
- Брат Геннадий.
- Сестра.

## Награды
- Орден Почета (2009)